# Thalenessa spinosa
Thalenessa spinosa är en ringmaskart som först beskrevs av Hartman 1939.  Thalenessa spinosa ingår i släktet Thalenessa och familjen Sigalionidae.
Artens utbredningsområde är Mexikanska golfen. Inga underarter finns listade i Catalogue of Life.